# 역전 중국집
"역전 중국집"은 한국에서 제작된 이규웅 감독의 1966년 영화이다. 김희갑 등이 주연으로 출연하였고 주동진 등이 제작에 참여하였다.

## 출연

### 주연
- 김희갑
- 양훈
- 서영춘

### 조연
- 김국현

## 기타
- 조명: 정수명
- 미술: 홍성칠